# 胖头沟水库
胖头沟水库是中国吉林省吉林市永吉县搜登站镇二道沟村境内的一座多年调节中型水库，位于鳌龙河支流搜登河上。距离搜登站镇7.5km。多年平均径流1485万m3。
50年一遇洪水设计，1000年洪水校核。右岸泄洪洞，最大泄量168.33/s。设计洪峰流量211m3/s，校核洪峰流量454m3/s。

## 历史
1958年兴建，1966年列为省民办公助项目。搜登站公社组织民工800人坚持常年施工与季节突击，下游受益减灾的桦皮厂公社与大绥河公社组织民工支援。吉林市水利勘测设计处负责设计。永吉县水利局负责施工技术指导。1971年基本完工。完成土石方47.21万m3，投工57万个，大车1100多台日，国家投资148万元。建成后运行正常。2001年除险加固，2004年竣工。
2010·07超历史最大洪水，入库洪峰流量688m3/s，坝上最高水位247.16m，相应库容1974.6万m3，最大出库流量188m3/s，水库削峰72.7%。拦蓄洪量53.6%。